# Doctor Alquimia
Doctor Alquimia es un nombre utilizado por tres supervillanos diferentes que aparecen en los cómics estadounidenses publicados por DC Comics. El más notable fue Albert Desmond, quien originalmente usó el nombre de Señor Elemento.
Desmond apareció como miembro recurrente del elenco en la tercera temporada de la serie de televisión de The CW, The Flash, interpretado por Tom Felton. Esta versión es un científico forense del Departamento de Policía de Ciudad Central. El personaje hizo su debut cinematográfico en la película de DC Extended Universe The Flash (2023), interpretado por Rudy Mancuso.

## Historial de publicaciones
El personaje de Albert Desmond, creado por John Broome y Carmine Infantino, apareció por primera vez en Showcase #13 (abril de 1958) como Señor Elemento. Su segunda identidad, y más utilizada, de Doctor Alquimia apareció por primera vez en Showcase #14 (junio de 1958).
El Alquimista hizo su primera aparición en The Flash (vol. 2) #71 (febrero de 1992) y fue creado por el escritor Mark Waid y el artista Greg LaRocque. El personaje de Alexander Petrov hizo su primera aparición en The Flash (vol. 2) #202 (noviembre de 2003) y fue creado por Geoff Johns y Alberto Dose.

## Biografía ficticia

### Albert Desmond
Albert Desmond es un químico humilde que sufre de un trastorno de identidad disociativo. Desmond tiene dos personalidades distintas: una importante personalidad de conducción y otra con inclinaciones criminales. Bajo su personalidad más oscura, aplica su conocimiento de la química para crear la identidad de Señor Elemento. Crea armas elementales como el silicio a prueba de balas para proteger sus autos y descubre un nuevo elemento, Elemento, una luz magnética con la que envió a Flash al espacio.
Después de ser enviado a la cárcel como resultado de su primer encuentro con Flash, se entera de la Piedra Filosofal de su compañero de celda. El escapa de la cárcel, encuentra la Piedra Filosofal y usa su poder para transmutar elementos para reiniciar su carrera criminal bajo una nueva identidad: Doctor Alquimia. Finalmente, su buena personalidad resurge, lo que hace que deje el crimen y esconda la Piedra Filosofal. Poco después, aparece un nuevo Doctor Alquimia y se revela que es su gemelo astral "Alvin" Desmond, con quien comparte un vínculo psíquico. Más tarde se reveló que "Alvin" era una construcción de la Piedra creada por la personalidad criminal de Albert. Cuando Albert se enfrenta y derrota a "Alvin", retoma la identidad del Doctor Alquimia. Mientras estuvo encarcelado, sus dos identidades disfrazadas fueron utilizadas por otros: Curtis Engstrom usando la Piedra Filosofal como el alquimista y Alexander Petrov usando la identidad de Señor Elemento.

### Curtis Engstrom
El Dr. Curtis Engstrom es asesor del proyecto cuando S.T.A.R. Labs adquirió la Piedra Filosofal con la intención de usar uno de sus fragmentos en su computadora médica microscópica. El robó la computadora con la ayuda de un ladrón de poca monta, Moe "Boca" Miglian, pero luego fue arrestado. Después de escapar de la prisión, Engstrom se puso su propio disfraz de Dr. Alquimia y se dispuso a recuperar el microchip que le había quitado Miglian, llamándose a sí mismo el Alquimista. Después de ser derrotados, Engstrom y Miglian fueron enviados a prisión.

### Alexander Petrov
Alexander Petrov es un criminólogo que trabaja para el Departamento de Policía de Keystone City. Pero para avanzar en su carrera, usa una de las armas de Albert Desmond usada como Señor Elemento para congelar al supervisor del laboratorio. Petrov es ascendido para reemplazar al supervisor muerto y descubre que le gusta la emoción de matar. Continúa eliminando miembros del departamento que ve como "amenazas" a su posición, usando el arma y efectos a base de hielo. Utiliza los efectos y su puesto como jefe del laboratorio criminalístico para trasladar las sospechas al Capitán Frío. Su plan se deshace cuando la perfiladora Ashley Zolomon entra a su oficina mientras se pone la máscara. Flash es capaz de evitar que mate a Zolomon, pero el Capitán Frío los interrumpe antes de que Flash pueda detenerlo. El Capitán Frío mata a Petrov por romper una de las reglas del código de "ética" de los Renegados: nunca incrimines a otro Renegado por tus propios crímenes.

## Poderes y habilidades
Como Señor Elemento, Desmond se pone un traje equipado con una máscara de oxígeno y selecciona el modelo de carbono como emblema de su traje.
Doctor Alquimia posee la Piedra Filosofal que una vez perteneció a Merlín. Al presionar la piedra en varios puntos, tiene la capacidad de transmutar cualquier sustancia en cualquier otra sustancia (p. ej., acero en caucho u oxígeno en monóxido de carbono) y también posee el poder de transformar la estructura molecular del cuerpo humano, habiendo una vez convirtió a Flash en un ser de vapor de agua. Albert Desmond también puede controlar la Piedra Filosofal desde la distancia a través de la telequinesis.

## Otras versiones

### Flashpoint
En la realidad de Flashpoint, el arma del Sr. Elemento, entre otras, es utilizada por Oliver Queen, que dirige Industrias Green Arrow, para combatir a la hija de Vixen.

## En otros medios

### Televisión
- Doctor Alquimia y Señor Elemento hacen cameos sin hablar en el episodio de Liga de la Justicia Ilimitada, "Flash and Substance".
- Doctor Alquimia aparece en la tercera temporada de The Flash (2014), interpretado por Tom Felton y con la voz de Tobin Bell.[8] Esta versión es Julian Albert Desmond, un científico forense, el rival de Barry Allen en el Departamento de Policía de Ciudad Central (DPCC) y el resultado de una aberración temporal debido a la línea de tiempo "Flashpoint" que Allen creó y luego borró. En el pasado, Albert dirigió un equipo de arqueólogos para rastrear un artefacto que investigó llamado la Piedra filosofal para poder resucitar a su hermana muerta. Mientras encuentra la piedra, su equipo es asesinado y comenzó a experimentar apagones, durante los cuales él es llamado por Savitar para convertirse en su sirviente "Alquimia" y usar la piedra para restaurar a los metahumanos de la línea de tiempo "Flashpoint". Finalmente, Albert es detenido por Allen y Jay Garrick, quienes descubren la identidad de Albert y lo usan para contactar a Savitar a través de la piedra. Después de ser salvado de Savitar, Albert hace las paces con Allen y se une brevemente al Team Flash para derrotar a Savitar antes de regresar al Reino Unido.[9]

### Cine
Albert Desmond aparece en The Flash (2023), interpretado por Rudy Mancuso. Esta versión es miembro del Departamento de Policía de Ciudad Central y colaborador de Barry Allen y Patty Spivot. Además, una versión de realidad alternativa de Desmond, quien se convirtió en el compañero de cuarto de Allen y Spivot, hace una aparición menor.